# Linha Verde do Metrô de Montreal

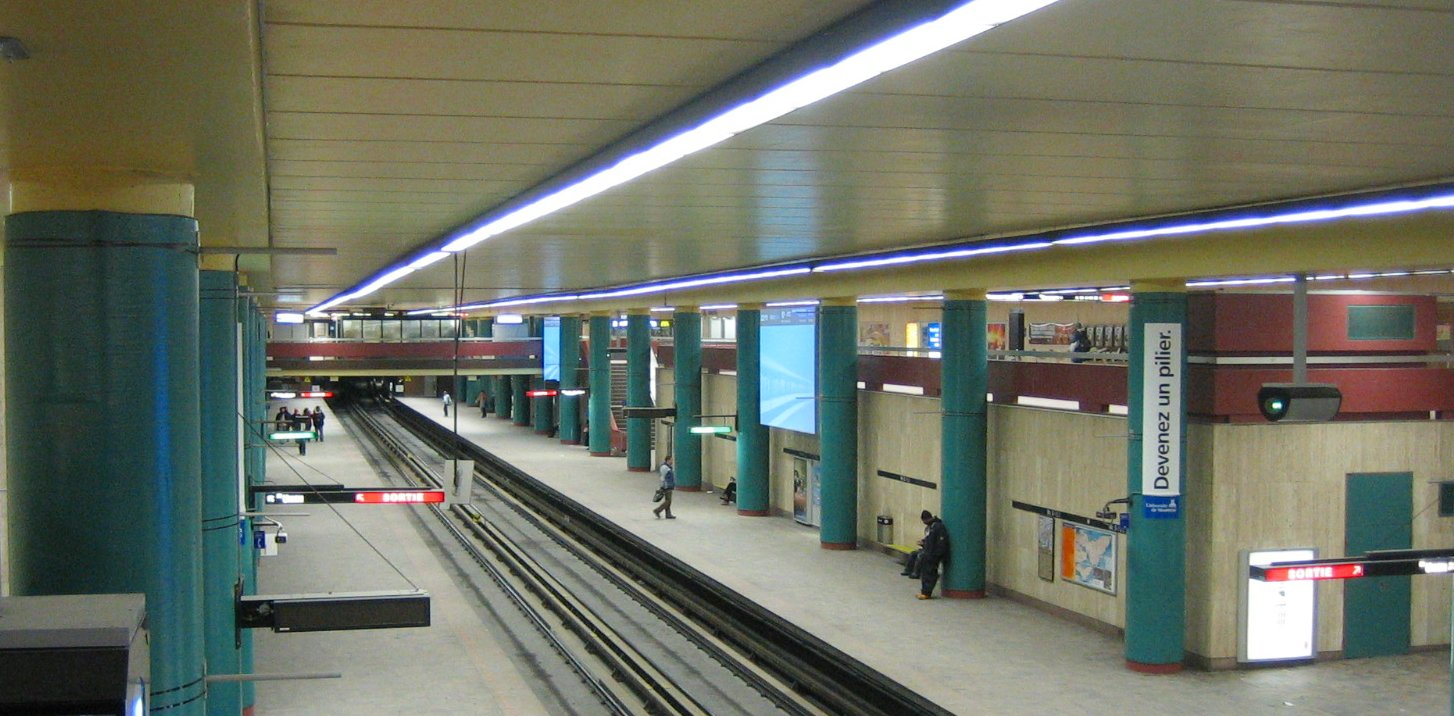
Estação McGill – Linha Verde.

A Linha 1 – Verde é a segunda linha em importância do Metro de Montreal. Parte desta linha, pertenceu e rede inaugurada em 1966, e foi completada com as expansões de 1976 e 1978.

## Lista de estações
| Estação                                                            | Inauguração                                                                  | Referência                                 | Origem do nome                                                                                    |
| ------------------------------------------------------------------ | ---------------------------------------------------------------------------- | ------------------------------------------ | ------------------------------------------------------------------------------------------------- |
|                                                                    |                                                                              |                                            |                                                                                                   |
| Angrignon                                                          | 3 de setembro 1978                                                           | Boulevard Angrignon Parc Angrignon         | Jean-Baptiste Angrignon, Conselheiro municipal                                                    |
| Monk                                                               | 3 de setembro 1978                                                           | Boulevard Monk                             | James Monk, Procurador Geral da Província de Quebec                                               |
| Jolicoeur                                                          | 3 de setembro 1978                                                           | Rue Jolicœur                               | Joseph-Moïse Jolicœur, Padre católico                                                             |
| Verdun                                                             | 3 de setembro 1978                                                           | Rue de Verdun                              | Notre-Dame-de-Saverdun (França), cidade natal de Zacharie Dupuis, Militar francês.                |
| De L'Église                                                        | 3 de setembro 1978                                                           | Avenue de l'Église                         | Igreja Saint-Paul de Montréal                                                                     |
| LaSalle                                                            | 3 de setembro 1978                                                           | Boulevard LaSalle                          | René Robert Cavelier de La Salle, Explorador francês e construtor de fortes.                      |
| Charlevoix                                                         | 3 de setembro 1978                                                           | Rue Charlevoix                             | Pierre-François-Xavier de Charlevoix, Jesuíta francês, historiador e explorador.                  |
| Lionel-Groulx linha 2 - laranja                                    | 3 de setembro 1978 (linha verde) 28 de abril 1980 (linha laranja)            | Avenue Lionel-Groulx                       | Lionel Groulx, Historiador de Quebec                                                              |
| Atwater                                                            | 14 de outubro 1966                                                           | Avenue Atwater                             | Edwin Atwater, Conselheiro municipal                                                              |
| Guy-Concordia                                                      | 14 de outubro 1966                                                           | Rue Guy Université Concordia               | Étienne Guy, Proprietário de terras Concordia salus (Prosperité par l'accord), divisa de Montreal |
| Peel                                                               | 14 de outubro 1966                                                           | Rue Peel                                   | Robert Peel, 28º Primeiro Ministro do Reino Unido                                                 |
| McGill                                                             | 14 de outubro 1966                                                           | Avenue McGill College Université McGill    | James McGill, Negociante escocês                                                                  |
| Place-des-Arts                                                     | 14 de outubro 1966                                                           | Place des Arts                             | Centro Cultural                                                                                   |
| Saint-Laurent                                                      | 14 de outubro 1966                                                           | Boulevard Saint-Laurent                    | São Lourenço Fleuve Saint-Laurent                                                                 |
| Berri-UQAM linha 2 - laranja linha 4 - amarela Terminal rodoviário | 14 de outubro 1966 (linhas verde e laranja) 28 de abril 1967 (ligne amarela) | Rue Berri Université du Québec em Montréal | Nome dado por Migeon de Branssat en 1669, origem desconhecida                                     |
| Beaudry                                                            | 21 de dezembro 1966                                                          | Rue Beaudry                                | Pierre Beaudry, Proprietário de terras                                                            |
| Papineau                                                           | 14 de outubro 1966                                                           | Avenue Papineau                            | Joseph Papineau, Político e pai de Louis-Joseph Papineau também um político                       |
| Frontenac                                                          | 19 de dezembro 1966                                                          | Rue Frontenac                              | Louis de Buade de Frontenac, Governador Geral da Nova França                                      |
| Préfontaine                                                        | 6 de junho 1976                                                              | Rue Préfontaine Parc Raymond-Préfontaine   | Raymond Fournier Préfontaine, Prefeito de Montréal                                                |
| Joliette                                                           | 6 de junho 1976                                                              | Rue Joliette                               | Barthélemy Joliette, Fundador da cidade de Joliette                                               |
| Pie-IX Ônibus de trânsito rápido Pie-IX                            | 6 de junho 1976                                                              | Boulevard Pie-IX                           | Papa Pio IX                                                                                       |
| Viau                                                               | 6 de junho 1976                                                              | Rue Viau                                   | Charles-Théodore Viau, Fabricante de biscoitos                                                    |
| Assomption                                                         | 6 de junho 1976                                                              | Boulevard de l'Assomption                  | Assunção de Maria, Dogma católico                                                                 |
| Cadillac                                                           | 6 de junho 1976                                                              | Rue de Cadillac                            | Antoine Laumet, Sieur de Cadillac e explorador francês                                            |
| Langelier                                                          | 6 de junho 1976                                                              | Boulevard Langelier                        | François Langelier, Prefeito de Quebec e Governador da Província de Província de Quebec           |
| Radisson                                                           | 6 de junho 1976                                                              | Rue Radisson                               | Pierre-Esprit Radisson, Explorador francês                                                        |
| Honoré-Beaugrand                                                   | 6 de junho 1976                                                              | Rue Honoré-Beaugrand                       | Honoré Beaugrand, Escritor e prefeito de Montreal                                                 |